# Aphelidesmus areatus
Aphelidesmus areatus är en mångfotingart som först beskrevs av Peters 1864.  Aphelidesmus areatus ingår i släktet Aphelidesmus och familjen Aphelidesmidae. Inga underarter finns listade i Catalogue of Life.